# Quando torna primavera (film 1929)
Quando torna primavera (Springtime) è un corto animato della serie Sinfonie allegre, prodotto e diretto da Walt Disney.

## Trama
È tornata la primavera: i fiori sbocciano e gli animali la salutano offrendole festose danze a ritmo di musica.

## Tema musicale
I temi musicali di questo corto sono Il sussurro dei fiori di Franz von Blon, la Danza delle ore di Amilcare Ponchielli e Il mattino di Edvard Grieg.

## Distribuzione
Il corto è uscito negli Stati Uniti il 24 ottobre 1929, giorno del giovedì nero, scintilla del crollo della borsa di Wall Street. In Italia uscì nel giugno 1931.

## Curiosità
- Uno spezzone di questo corto appare nel film La carica dei cento e uno del 1961, quando Orazio e Gaspare guardano la TV assieme ai cuccioli di cane dalmata che hanno rubato per conto di Crudelia De Mon.
- La Danza delle Ore di Amilcare Ponchielli verrà inserita anche tra i brani musicali che l'orchestra di Philadelphia, diretta da Leopold Stokowski, eseguirà per il film di animazione musicale Fantasia del 1940.